# Gameburg Team
Gameburg Team – polska drużyna e-sportowa założona w 2009 roku. Należy do firmy Gameburg.net sp. z o.o.
Organizacja zajmuje się zrzeszaniem zawodowych graczy na licznych platformach, którzy biorą udział w rozgrywkach oraz turniejach na całym świecie. Ma na swoim koncie liczne osiągnięcia na rodzimym i światowym podwórku, do największych należy chociaż Mistrzostwo Europy na platformie League of Legends, gdzie w wielkim finale Samsung European Championship pokonała inną drużynę – Frag eXecutors – inkasując tym samym $15.000 oraz wygrana w krajowych eliminacjach na światowe finały World Cyber Games 2011, odbywające się w południowokoreańskim mieście Busan.